# 深圳职业技术大学
深圳职业技术大学（英语：Shenzhen Polytechnic University，缩写：SZPU），简称深职大，位于中国广东省深圳市的公办本科层次职业院校，是“双高计划”高水平建设学校。
学校前身是1993年成立的深圳职业技术学院，于2023年升格办学层次，更为现名，是中国大陆最早从事高等职业教育的院校之一。深圳职业技术大学现有西丽校区（含留仙洞、西丽湖、官龙山三个园区）、香蜜校区，另有深汕校区在建设中。校园总面积4509.48亩，校舍建筑面积111.8万平方米。

## 历史

### 高职院时期
1992年，深圳市政府下令成立一所主要招收职业高中毕业生，以培养技术应用型人才为目的的高等职业院校；11月，筹备组成立，学校命名为深圳高等职业技术学院（简称“高职院”）。
1993年7月，学校正式招生，首届招生两个专业59人，借用深圳教育学院的教学场地办学。
1994年4月28日，经广东省人民政府批准成立，深圳高等职业技术学院正式挂牌；9月，学校由深圳教育学院迁往南山区西丽街道的新建校舍（西丽湖校区）。

### 深职院时期
1997年10月，学校更名为深圳职业技术学院（简称“深职院”）；11月，时任教育部部长陈至立视察深职院时，要求学校在三至五年内成为全国同类大学中的名校，为全国高等职业教育总结出理论和经验。
2000年，深圳市职业技术学校并入深职院，校舍成为深职院华侨城校区。
2001年，深职院新建校舍二期工程（留仙洞校区）开工建设。
2004年，深圳市卫生学校并入深职院，成为深职院医学技术与护理学院。
2006年，深职院成为“国家示范性高等职业院校建设计划”首批建设院校。
2012年至2016年，为加快推进高职教育培养方式改革，与深圳大学在部分专业招收高职本科生联合培养。随后与多所高校开展本科生、硕士生联合培养。
2018年1月，与诺贝尔化学奖得主罗德·霍夫曼达成合作协议，共建深职院霍夫曼先进材料研究院；11月，与西丽街道共建的西丽社区学院揭牌成立，为深圳第一所由街道和高校共建的社区学院。
2019年10月，入选中国特色高水平高职学校和专业建设计划-高水平学校建设单位（A档）。
2020年4月，与深圳市深汕特别合作区管委会签订战略合作框架协议，共建深职院深汕校区。。
2021年，与南山区政府、深圳科创学院达成三方合作，共建深职院未来技术学院，由香港科技大学李泽湘教授担任创始院长。
2022年6月，深圳市教育局印发《深圳市中—高职教育集团建设方案》，由深职院牵头组建深圳西部职业教育集团。

### 职业本科时期
2020年12月，教育部和广东省人民政府联合发文支持深职院按相关程序申报本科层次职业教育（简称“职业本科”）。
2023年1月，广东省教育厅发布公示，深圳市人民政府拟向教育部申请将深圳职业技术学院更名为深圳职业技术大学，升格为职业本科；5月，教育部公示拟同意设置深圳职业技术大学；6月7日，教育部发函同意设置深圳职业技术大学，同时撤销深圳职业技术学院的建制；学校首次开展本科批次招生。9月，深圳职业技术大学举行成立大会。
2024年11月，学校加入世界职业技术教育发展联盟，并成为联盟理事单位之一。
2025年3月，学校与招商银行深圳分行、深圳市金融科技协会三方共建的金融科技产业学院正式成立。

## 办学现况

### 院部专业
截至2025年，深圳职业技术大学设置了24个本科专业，83个专科专业。
- 电子与通信工程学院
- 人工智能学院
- 机电工程学院
- 经济学院
- 管理学院
- 传播工程学院
- 创新创意设计学院
- 商务外语学院
- 材料与环境工程学院
- 食品药品学院
- 建筑工程学院
- 数字创意与动画学院
- 汽车与交通学院
- 医学技术与护理学院
- 职业技术教育学院
- 马克思主义学院
- 创新创业学院
- 未来技术学院
- 体育部
- 继续教育与培训学院
- 长青老龄教育学院
- 健康养老学院

### 校区分布
- 西丽校区西丽湖园区
- 西丽校区留仙洞园区
- 西丽校区官龙山园区

西丽校区，位于深圳市南山区西丽街道，由西丽湖园区（东区）、留仙洞园区（西区）和官龙山园区（北区）构成。三个园区呈正三角形分布，东区与西区中间被官龙村社区分隔，两区通过和北区的通道间接连通。西区以外语、经管类学院为主，东区则以工科、信息类学院为主，北区主要为医学技术与护理学院使用。学校本部最近的地铁站为西丽站、留仙洞站。
其中，西丽湖园区的改扩建工程正在施行中，新建师生活动中心和理工实训楼，改建12栋教职工公寓及学生宿舍。
香蜜校区，位于深圳市福田区，由深圳市职业技术学校拆建改造而来，原名华侨城校区。于2024年9月启用，创新创意设计学院入驻。
深汕校区，位于深汕特别合作区赤石镇，建设中。办学规模1.5万人，计划2026年部分建成，2027年全面竣工。

## 排名声誉
在2025年软科中国职业技术大学排名中，学校位列全国第1名。

## 管制架构

### 现任领导
| 现任领导             | 现任领导       |
| -------------------- | -------------- |
| 党委书记             | 杨欣斌教授     |
| 党委副书记、校长     | 许建领教授     |
| 党委副书记、纪委书记 | 王慧女士       |
| 党委委员、副校长     | 董朝君博士     |
| 副校长               | 李月教授       |
| 党委委员、副校长     | 李小元副研究员 |
| 党委委员、副校长     | 张作泰教授     |

### 历任校长
| 任次 | 校长   | 到任       | 卸任       | 备注                                                             |
| ---- | ------ | ---------- | ---------- | ---------------------------------------------------------------- |
| 1    | 俞仲文 | 1994年8月  | 2007年6月  | 深圳职业技术学院的主要创办者、筹备组组长、创校校长。             |
| 2    | 刘洪一 | 2007年6月  | 2016年10月 | 后任深圳大学党委书记。                                           |
| 3    | 贾兴东 | 2016年11月 | 2018年8月  | 后任深圳市经济贸易和信息化委员会主任、深圳市工业和信息化局局长。 |
| 4    | 杨欣斌 | 2019年1月  | 2021年4月  | 后任深圳职业技术学院党委书记。                                   |
| 5    | 许建领 | 2021年4月  |            |                                                                  |

## 合作高校
- 加拿大菲沙河谷大学
- 台灣致理科技大學
- 马来西亚沙巴崇正中学
- 马来西亚山打根中华中学
- 马来西亚亚庇中学
- 明新科技大學
- 印度尼西亚IBBI基金会
- 香港專業教育學院
- 台灣朝陽科技大學
- 台灣龍華科技大學

## 附属
- 光明区职业技术学校：与光明区签约合作共建。于2024年9月正式开学。